# علیرضا متوسلی
علیرضا متوسلی (زادهٔ ۲۰ بهمن ۱۳۷۰) آهنگساز، نوازنده فاگوت و پیانیست اهل ایران است.
علیرضا متوسلی در تهران متولد شد. او کارشناس ارشد موسیقی از دانشگاه هنر تهران است همچنین کارشناس موسیقی در رشتهٔ رهبری ارکستر است.
وی موسیقی را از سال ۱۳۸۱ با نوازندگی ساز فاگوت از هنرستان موسیقی صدا و سیما آغاز نمود. نوازندگی فاگوت را در محضر اساتیدی چون: تقی ضرابی، Terry B.Ewell (ایالات متحده) و علیرضا شیبانی آموخت.
پس از فارغ‌التحصیلی از هنرستان موسیقی با شناخته شده‌ترین ارکسترهای سمفونیک در ایران از جمله: ارکستر سمفونیک تهران، ارکستر سمفونیک ایران، ارکستر ملی ایران ،ارکستر سمفونیک صدا و سیما و … همکاری داشته است.
وی به عنوان سولیست فاگوت با ارکستر سمفونیک تهران به رهبری شهرداد روحانی قطعهٔ سیمفونی کنسرتانت اثر ولفگانگ آمادئوس موتزارت را در تالار وحدت در تاریخ ۱۷ و ۱۸ اسفند ماه ۱۳۹۶ اجرا نموده‌است.

## نوازندگی
همکاری با ارکستر سمفونیک تهران به عنوان نوازندهٔ فاگوت به رهبری شهرداد روحانی، الکساندر رهبری، الکساندر رودین، مارک استیونسون،نصیر حیدریان راستی بایگانی‌شده  در ۲۴ مارس ۲۰۱۸ توسط Wayback Machine، نادر مشایخی،نادر مرتضی پور، اوروِل اردینچ، دامینا جورانا، ریکاردو موتی
برخی سوابق کاری وی می‌توان به موارد ذیل اشاره نمود:
- همکاری با ارکستر سمفونیک راوِنا به رهبری ریکاردو موتی
- همکاری با تریو مدیانت به سرپرستی آلوین آوانسیان
- همکاری با ارکستر سمفونیک صدا و سیما به رهبری محمد بیگلری پور
- همکاری با ارکستر پارسیان به رهبری آیدین احمدی‌نژاد
- همکاری با ارکستر مجلسی تهران به رهبری نادر مشایخی
- همکاری با ارکستر وزیری به سرپرستی کیوان ساکت
- همکاری با گروه کر و ارکستر فیلارمونیک ایران به رهبری علیرضا شفقی نژاد
- همکاری با ارکستر فیلارمونیک شهرداری به رهبری محمد حسین حمیدی
- همکاری با ارکستر سمفونیک رودکی به رهبری (نادر عباسی _آرش امینی)
- همکاری با ارکستر فیلارمونیک شهر تهران به رهبری مهدی قاسمی
- همکاری با ارکستر سمفونیک دانشکده صدا و سیما
- همکاری با ارکستر و کر آواسا به رهبری لوریس هویان

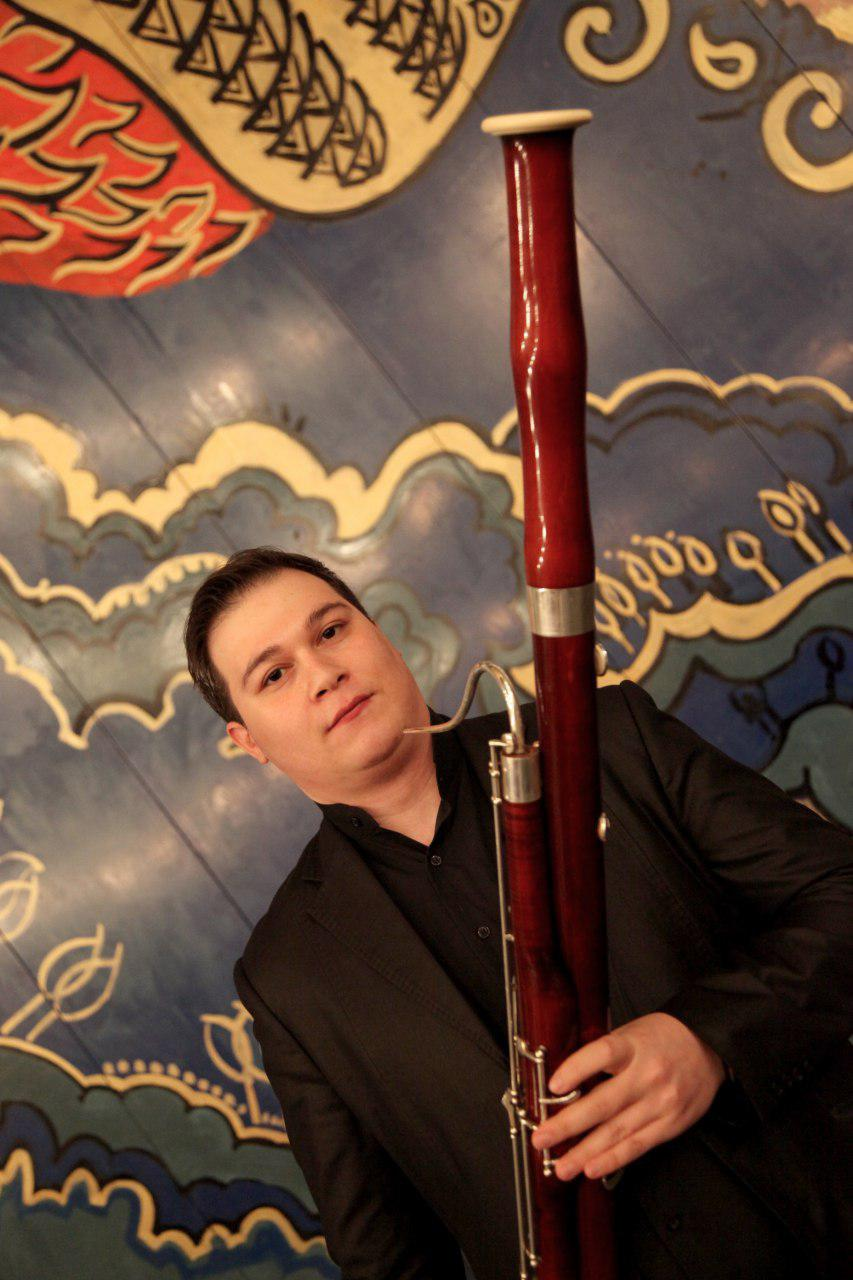
تالار وحدت - 1396

## آهنگسازی
برندهٔ جایزهٔ نخست جشنواره بین‌المللی موسیقی گیومری «رُنسانس» در بخش آهنگسازی سال ۲۰۱۷ که هر ساله با همکاری وزارت فرهنگ ارمنستان و کنسرواتوار دولتی کمیتاس ایروان برگزار می‌شود.
در یک حرکت سیاسی فرهنگی ارکستر سمفونیک سیاتل با اجرای قطعاتی از آهنگسازان ۷ کشوری که از ورود به آمریکا تحریم شده بودند از این کشورها حمایت کردند. این اجرا به صورت زنده از یوتیوب و فیس بوک پخش مستقیم شد و آغاز کنسرت با قطعهٔ فانتزی برای سنتور و آکاردئون و ارکستر، برای دومین بار در بنارویا هال در تاریخ ۸ فوریه ۲۰۱۷ به اجرا درآمد
قطعهٔ فانتزی برای سنتور، آکاردئون و ارکستر در مسابقات بین‌المللی موسوم به جشن آسیا برگزیده و توسط ارکستر سمفونیک سیاتل آمریکا در ژانویه ۲۰۱۶ برای اولین بار در سالن بِنا رؤیا هال به اجرا عمومی درآمد.
برگزیدهٔ بیست و هشتمین جشنواره بین‌المللی موسیقی فجر بخش آهنگسازی ویژه.
کسب رتبه نخست بخش آهنگسازی و جایزه باربد از سی و نهمین دوره جشنواره بین المللی موسیقی فجر در تاریخ 28 بهمن 1402.

## فعالیت‌های دیگر
همراهی پیانو
مهندسی صدا
تولیدکننده موسیقی (آهنگسازی , تنظیم، ضبط و مسترینگ)
مدرس موسیقی (آهنگسازی، باسون، پیانو)
1. ↑  «بیوگرافی فارسی | Alireza Motevaseli official website» (به انگلیسی). Alireza Motevaseli official website. دریافت‌شده در ۲۰۱۸-۰۳-۲۴.
2. ↑  «ارکستر سمفونیک تهران با «دن خوان» به استقبال بهار رفت - رسانه نوا». nava.ir. بایگانی‌شده از اصلی در ۲۴ مارس ۲۰۱۸. دریافت‌شده در ۲۰۱۸-۰۳-۲۴.
3. ↑  «ارکستر سمفونیک سیاتل، آثار آهنگساز ایرانی و دیگر کشورهای تحریم شده را اجرا می‌کند». Musicema.com. دریافت‌شده در ۲۰۱۸-۰۴-۰۲.
4. ↑  «اثری که صداوسیما رد کرد در مسابقات آسیا برگزیده شد+فیلم». خبرگزاری ایلنا. بایگانی‌شده از اصلی در ۱۴ مه ۲۰۱۸. دریافت‌شده در ۲۰۱۸-۰۳-۲۴.
5. ↑  PARHA-NP.V.5.1.1. «آهنگ‌ساز ایرانی در سیاتل آمریکا درخشید». روزنامه شرق. بایگانی‌شده از اصلی در ۲۱ فوریه ۲۰۱۶. دریافت‌شده در ۲۰۱۸-۰۳-۲۴. بیش از یک پارامتر |پیوند بایگانی= و |archiveurl= داده‌شده است (کمک); بیش از یک پارامتر |تاریخ بایگانی= و |archivedate= داده‌شده است (کمک)
6. ↑  "بیست و هشتمین جشنواره بین‌المللی موسیقی فجر به کار خود پایان داد". www.musicenter.ir. Archived from the original on 24 March 2018. Retrieved 2018-03-23.
7. ↑  «آیین اختتامیه سی و نهمین جشنواره بین المللی موسیقی فجر برگزار شد - تسنیم». خبرگزاری تسنیم | Tasnim. دریافت‌شده در ۲۰۲۴-۰۲-۲۱.
8. ↑  «جشنواره موسیقی فجر به ایستگاه پایانی رسید». خانه موسیقی ایران. دریافت‌شده در ۲۰۲۴-۰۲-۲۱.